# Cryptopsaras couesii
Cryptopsaras couesii là một loài cá trong họ Ceratiidae, được tìm thấy trong tất cả các đại dương, từ bề mặt đến 2.000 m (6.600 ft). Chiều dài của nó là khoảng 30 cm (12 in) đối với cá cái và 1,05 cm đối với cá đực. Đây là thành viên duy nhất trong chi Cryptopsaras.
Loài cá này dị hình giới tính cao, cá đực là những sinh vật nhỏ bé thô sơ với hệ thống tiêu hóa còi cọc. Một con đực phải tìm một con cá cái và gắn với con cá cái gần lỗ huyệt; sau đó cá đực sống ký sinh trên mình cá cái, trở thành một sinh vật đính kèm nhỏ bé chỉ cung cấp tinh trùng.